# Hole (Mała Fatra)
Hole (1466 m) –  niewybitne wzniesienie w bocznym grzbiecie Małej Fatry Krywańskiej w paśmie górskim Mała Fatra w Centralnych Karpatach Zachodnich na Słowacji. Znajduje się w północno-zachodnim grzbiecie Koniarek (1535 m). Grzbiet ten oddziela doliny Malá Bránica i Veľká Bránica. Hole znajdują się tuż poniżej Koniarek, od pozostałej części grzbietu oddziela je przełęcz  Sedlo na koni (ok. 1170 m). Hole są zwornikiem dla dwóch grzbietów; oprócz grzbietu oddzielającego doliny Malá Bránica i Veľká Bránica odchodzi od nich drugi, bardziej zachodni grzbiet oddzielający dolinę Malá Bránica od Belianskiej doliny. 
Hole dawniej były trawiaste, cały grzbiet Małej Fatry w tej okolicy zajmowała duża hala pasterska. W tłumaczeniu na język polski słowo "hole" oznacza hale. Obecnie w znacznym już stopniu zarastają karłowatymi świerkami i kosodrzewiną. Prowadzi przez nie szlak łącznikowy, którym z miejscowości Belá można wyjść na główną grań Małej Fatry.

## Szlak turystyczny
Belá – Malá Bránica – Sedlo na koni –  Hole – Koniarky – Bublen. Czas przejścia: 2.50 h